# Pui de les Forques
El Pui de les Forques és una muntanya de 1.470 metres que es troba al municipi de les Valls de Valira, a la comarca de l'Alt Urgell.